# Simó de Bell-lloc
Simó de Bell-lloc   (segle XII - València, 1326) va ser un noble català membre de la família dels Bell-lloc, originaris del Vallès però amb possessions al Camp de Tarragona. Era conseller reial i ambaixador de Jaume II a la cort romana.

## Biografia
Simó heretà el castell de Cànoves i la castlania de Bell-lloc, l'indret originari de la família, tots dos situats al Vallès. Bell-lloc pertanyia des del segle xii al monestir de Sant Pau del Camp, i la recuperà el 1314 a canvi de la casa forta dita d'Espiell i una quantitat de diners. Al Camp de Tarragona posseïa les castlanies de Reus, de Castellvell del Camp i d'Almoster.
Va tenir una brillant carrera militar. El 1299 es va distingir al servei de Jaume II en la batalla naval del Cap d'Orlando, on aquest rei es va enfrontar amb el seu germà Frederic II de Sicília. Per aquests fets, Carles II de Nàpols el va distingir concedint-li el castell de Travi i el casal de Condrò. El 1302 tornà a Catalunya, on Guillema de Montcada el nomenà veguer de Manresa, Osona, Berga i el territori del Berguedà, càrrec confirmat per Joan II el mateix 1302. Sembla que l'actuació de Simó de Bell-lloc com a veguer va ser molt violenta. Entre 1307 i 1310 va ser veguer de Girona i Besalú. El 1309 va formar part de les tropes de Joan II en la croada d'al-Mariyya. El 1311 va marxar a Itàlia i va entrar al servei de Robert I de Nàpols, a donar suport al partit güelf. El 1318 tornava a ser a Catalunya, on es casà amb Timbors de Castellnou, filla de Dalmau de Castellnou, que pertanyia a la família rossellonesa dels vescomtes de Castellnou. El 1319 formava part del consell del rei Jaume II, que li encarregà diverses gestions i ambaixades relacionades amb la preparació de la conquesta aragonesa de Sardenya, i el 1321 el rei el va nomenar procurador o governador del regne de València "dellà Xixona", és a dir, del territori de la frontera meridional, d'una gran importància militar, càrrec que va exercir fins a la seva mort, probablement el 1326.
Com a castlà de la vila de Reus va participar activament en la resolució del conflicte amb la vila d'Alcover, en un plet que va durar molt de temps, sobre la concessió del mercat dels dilluns, que celebraven les dues viles. Després d'uns anys d'intents de prohibició i de conflictes de jurisdicció, el 22 de febrer de febrer de 1310, el rei Jaume II, a petició de Simó de Bell-lloc, va concedir el privilegi que permetia de celebrar mercat a Reus el dilluns de cada setmana. Un privilegi que es va veure reforçat quan el 7 de novembre de 1315 l'arquebisbe Guillem de Rocabertí també va fer una concessió a la vila en el mateix sentit, de que es pogués celebrar mercat tots els dilluns. A la seva mort, la castlania de Reus va passar a Bernat II de Cabrera que era senyor de Bell-lloc.